# Pleurothallis tuzae
Pleurothallis tuzae är en orkidéart som beskrevs av Carlyle August Luer. Pleurothallis tuzae ingår i släktet Pleurothallis och familjen orkidéer. Inga underarter finns listade i Catalogue of Life.